# Zygmunt Padlewski
Zygmunt Padlewski herbu Ślepowron (ur. 1 stycznia 1836, zm. 15 maja 1863) – polski działacz niepodległościowy, generał powstania styczniowego, naczelnik wojenny województwa płockiego od lutego do kwietnia 1863 roku.

## Życiorys
Urodził się w majątku Czerniawka Mała w powiecie berdyczowskim. Był synem Władysława – powstańca listopadowego i Judyty z Potockich. Uczył się w Korpusie Kadetów w Brześciu nad Bugiem, następnie w Petersburgu.
Absolwent Akademii Artylerii w Petersburgu. Był członkiem petersburskiego tajnego Koła Oficerskiego Zygmunta Sierakowskiego. W 1861 wyjechał do Francji, gdzie był prezesem paryskiego Towarzystwa Młodzieży Polskiej. Należał do wykładowców Polskiej Szkoły Wojskowej w Genui i Cuneo we Włoszech. Po powrocie do kraju, od 1862 należał do lewicy stronnictwa „czerwonych”, był członkiem Komitetu Centralnego Narodowego i jednym z głównych inspiratorów wybuchu powstania. Dążył do współdziałania rewolucjonistów polskich i rosyjskich, prowadząc z nimi rozmowy w Londynie i Petersburgu. Po wybuchu powstania, od stycznia 1863 był naczelnikiem miasta Warszawy oraz naczelnikiem powstania w guberni płockiej. Oddział jego nie zdołał jednak zdobyć Płocka i poniósł porażki pod Słominem i Unieckiem (28 stycznia 1863), następnie pod Myszyńcem (9 marca), Drążdżewem (12 marca) i Radzanowem (21 marca 1863). Został ujęty przez Rosjan w zasadzce naczelnika żandarmerii Drozdowa 21 kwietnia pod Borzyminem niedaleko Rypina (udawał się na spotkanie z oddziałem ochotników z zaboru pruskiego, dowodzonych przez kpt. Szermętowskiego, ps. Henryk Łowiński w Radzikach Małych). Przewieziony do więzienia w Lipnie, potem przez Dobrzyń n. Wisłą do Płocka, a następnie skazany na karę śmierci i 15 maja 1863 rozstrzelany za tamtejszymi rogatkami płońskimi. Wraz z nim rozstrzelany został Tomasz Waśniewski. 21 kwietnia aresztowani zostali kpt. Konstanty Siciński, Jan Sokołowski, Jan Jodłowski i Kuczborski. 21 listopada 1863 w Kijowie został rozstrzelany przez Rosjan za udział w powstaniu ojciec Zygmunta Padlewskiego, Władysław.

## Odznaczenia
Zmarli powstańcy 1863 roku zostali odznaczeni przez prezydenta RP Ignacego Mościckiego 21 stycznia 1933 roku Krzyżem Niepodległości z Mieczami. W 1985 odznaczony został Gwiazdą Wytrwałości.

## Upamiętnienie

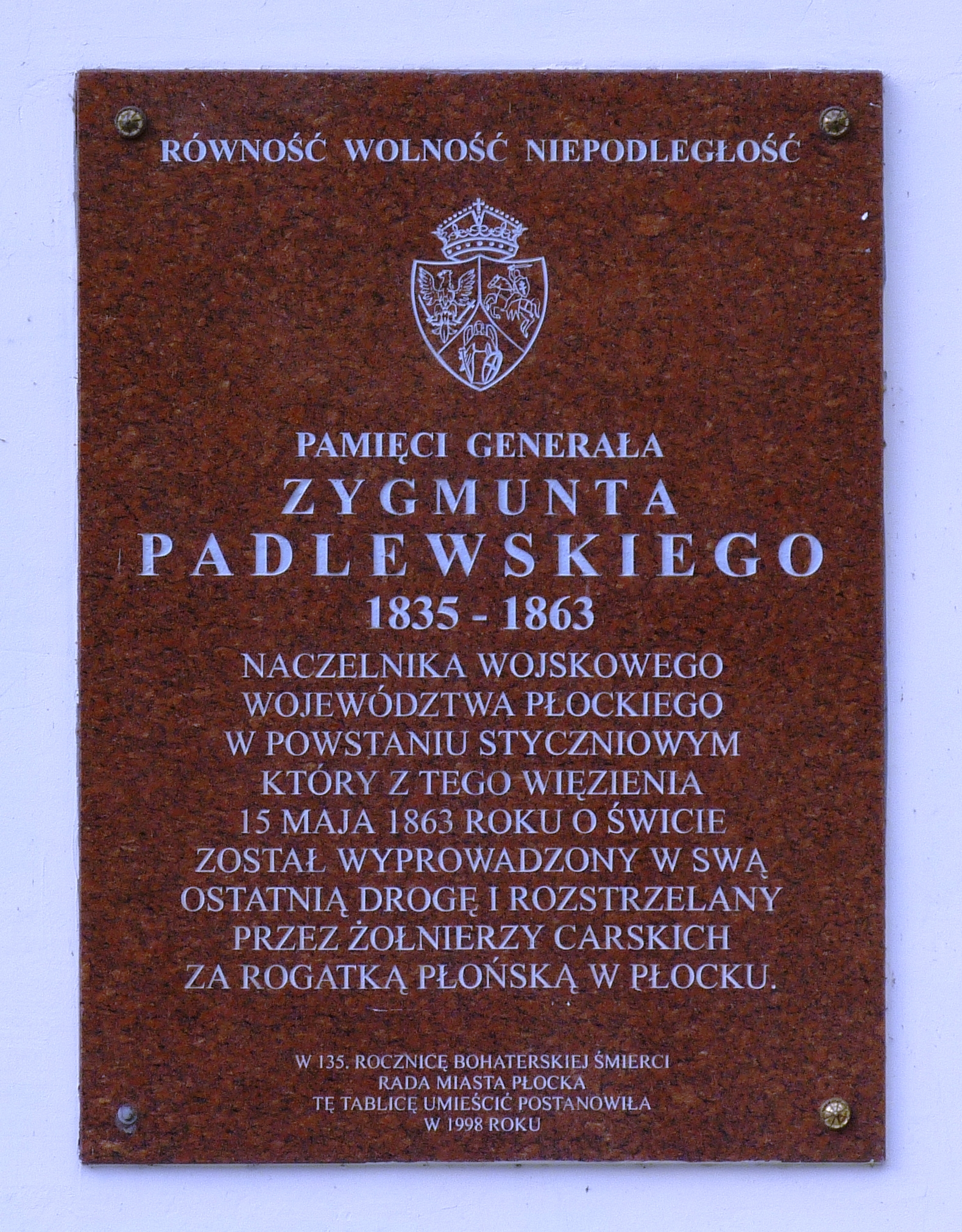
Tablica pamiątkowa na ścianie Zakładu Karnego w Płocku

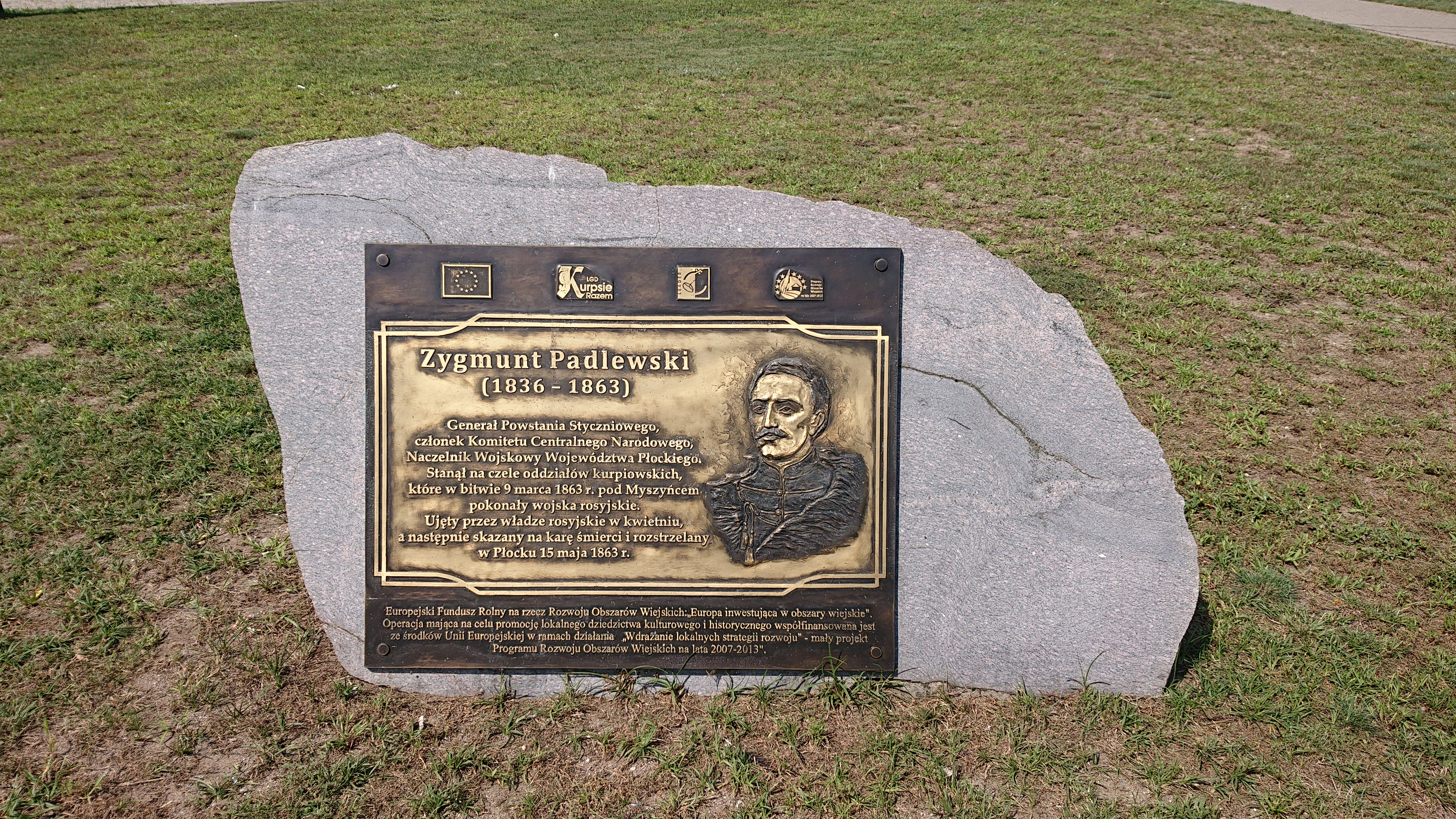
Upamiętnienie w Myszyńcu

W 1916 w miejscu jego śmierci harcerze z Polskiej Organizacji Wojskowej postawili drewniany krzyż z napisem A z krwi Waszej powstanie mściciel tej ziemi. Krzyż w czasie I wojny światowej usunęli Niemcy. Wrócił w 1923 dzięki inicjatywie płockich harcerzy.
W 1998 na murze Zakładu Karnego w Płocku, w którym był więziony Padlewski, umieszczono tablicę pamiątkową. Zdecydowała o tym rada miasta.
W Płocku rok 150 rocznicy powstania styczniowego był Rokiem gen. Zygmunta Padlewskiego.
Corocznie w Płocku w miejscu, gdzie zginął Padlewski, organizowane są manifestacje patriotyczne. Od 1963 stoi tam obelisk. Od 1929 w siedzibie Towarzystwa Naukowego Płockiego znajduje się tablica z jego popiersiem. Wcześniej, tzn. w latach 1924–1929, umieszczono ją w kościele garnizonowym na placu Floriańskim w Płocku.
W Myszyńcu na skwerze w pobliżu kolegiaty znajduje się kamień upamiętniający Zygmunta Padlewskiego wystawiony w 2014 jako element parku bohaterów kurpiowskich. Skwer ulokowano u zbiegu ulicy ks. Adama Bargielskiego i Placu Konstantego Rynarzewskiego.
Ulice jego imienia znajdują się w Myszyńcu, Kadzidle, Baranowie, Chorzelach, Płocku, Płońsku, Mławie, Zabrzu, Ostrołęce, Puławach
Jest patronem szkoły podstawowej w Radzyminku, Bledzewie, Nadrożu, Zeńboku. Od 1981 patronuje Zespołowi Szkolno-Przedszkolnemu z Oddziałami Integracyjnymi w Kampinosie. Dawniej patronował gimnazjum nr 5 w Płocku.
Na Cmentarzu Łyczakowskim we Lwowie jest kwatera, na której znajdują się groby uczestników powstania styczniowego. W 1909 na grobie  Szymona Wizunasa Szydłowskiego powstał pomnik z postacią powstańca. Na płycie Polegli i Straceni w r. 1863/4 wymieniony jest Zygmunt Padlewski.
Tablica upamiętniająca bohaterów powstania 1863, Zygmunta Padlewskiego i jego ojcaWładysława, została umieszczona na murze Skośnej Kaponiery Twierdzy Kijowskiej w 2018.